# 美国第七航空队
第七航空隊（英語：Seventh Air Force）是太平洋空军司令部下属的一个编号航空隊，隊部位于韩国京畿道平澤市的烏山空军基地，司令為空軍中將，同時兼任駐韓美軍副司令，該航空隊的任務是規劃和指導大韓民國和西北太平洋的空中部隊行動。
第七航空隊成立於1940年10月19日，前身是位於夏威夷領地沙夫特堡的夏威夷空軍，是第二次世界大戰太平洋戰區的美國陸軍航空軍作戰單位，為夏威夷群島提供防空並參與戰鬥，主要在中太平洋。它被分配到吉爾伯特群島與日軍交戰的部隊、馬紹爾群島、卡羅琳群島、馬里亞納群島，以及太平洋戰爭的最後一場重大戰役沖繩島戰役。戰後重返夏威夷的防禦角色，第七航空隊成為越南戰爭期間美國空軍在南越的主要指揮和控制組織。

## 概述
1986年9月8日，美國空軍第7航空隊在韓國烏山空軍基地重新啟動，承擔了維持朝鮮半島停戰協定的任務及維持韓國的防空能力，此前由第314航空師執行。
從那時起，作為駐韓美軍聯合部隊的駐韓美空軍，隸屬於美韓聯合司令部空軍司令部的美國空軍組成部分，第七航空隊一直是阻止朝鮮人民軍南攻的重要組成部分。第七航空隊同時為韓國國防制定全面的空中戰役和增援計劃，並維持117個作戰單位和8,300名美國空軍人員的任務準備。
它與美國印太司令部、聯合國軍司令部、美軍、韓美聯合司令部和駐韓美軍聯合運作。

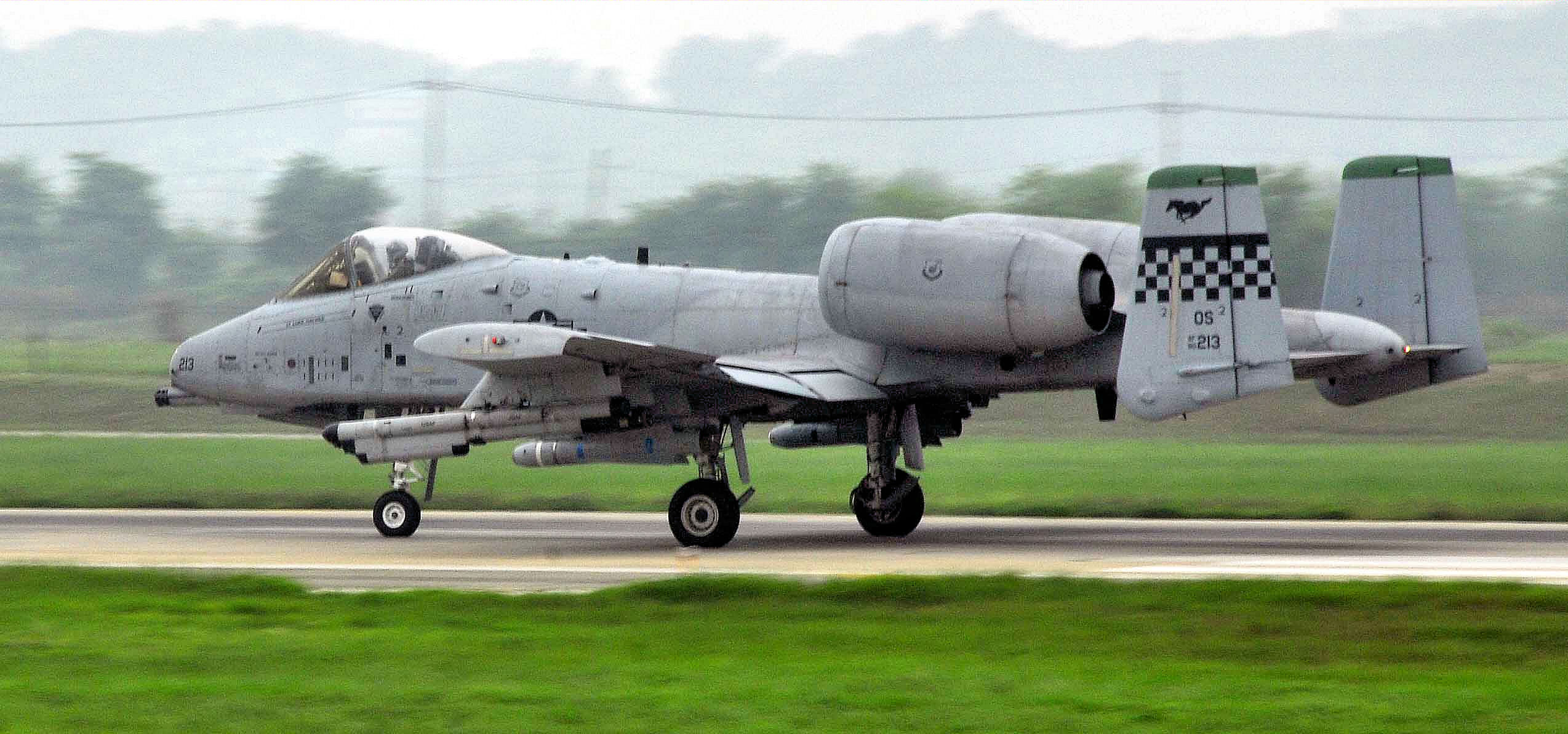
美國空軍第51戰鬥機聯隊的一架A-10雷霆二式攻擊機降落在烏山空軍基地

## 主要單位
目前第七航空隊的主要單位是：
- 第51戰鬥機聯隊（英语：51th Fighter Wing），駐平澤市烏山空軍基地。配有F-16C/D Block 40、A/OA-10
- 第8戰鬥機聯隊（英语：8th Fighter Wing），駐群山市群山空軍基地。配有F-16C/D Block 40

以下單位駐紮於烏山空軍基地
- 第607空天作戰中心（607th Air and Space Operations Center）
- 第607空中支援大隊（607th Air Support Group）
- 第607空中支援作戰大隊（607th Air Support Operations Group）
- 第607支援大隊（607th Support Group）